# Condado de Lofa
Lofa es uno de los 15 condados en los que está dividido Liberia y es el más septentrional de todos. En él se encuentra el monte Wuteve, el pico más alto de Liberia. La ciudad más grande es Voinjama, y la segunda es Zorzor. El condado de Lofa se creó en 1963 durante la presidencia de William S.V. Tubman, junto con los de Grand Gedeh, Bong y Nimba.
El condado de Lofa se extiende por 10 151,17 km², equivalente al 10,20% del territorio liberiano. Según el censo de 2008 cuenta con 276 863 habitantes, un 8% de la población del país.

## Historia
Las insurgencias que azotaron el condado de Lofa en abril y agosto de 1999 provocaron importantes reveses en los programas del Alto Comisionado de las Naciones Unidas para los Refugiados (ACNUR), ya que Lofa fue el condado que recibió más refugiados retornados, principalmente de Guinea, tras la guerra civil liberiana. El condado de Lofa fue de los últimos en pacificarse tras la guerra, aún se mantenían enfrentamientos a finales de 1999 cuando las últimas tropas de ECOMOG abanaban Liberia.
En el censo de 1984, el condado tenía una población de 199 242 personas. Muchas personas abandonaron el área como refugiados entre 1999 e inicios de los años 2000, cuando el condado se convirtió en el foco principal de lucha durante la guerra civil liberiana. La Cruz Roja dijo que en enero de 2004 muchas personas habían comenzado a volver de campamentos de refugiados de Guinea y Sierra Leona. En aquel tiempo la población del condado, se estimaba en 34.310 residentes. La ciudad más grande y la capital es Voinjama, con una población de 4.945 habitantes. Foya es la segunda ciudad más grande (población 1.760 pobladores). Lofa es el lugar de nacimiento del doctor Harry Moniba.

## Sociedad
Lofa es el condado con mayor número de hogares monoparentales femeninos, una situación provocada por la cantidad de hombres muertos a lo largo de la guerra civil, según una interpretación del resultado censal por parte del gobierno liberiano. Registra uno de los niveles más altos de trabajo infantil femenino, ubicado especialmente en el área del comercio ambulante transfronterizo.

## Educación
Las mujeres de Lofa junto con las de Grand Bassa y Bomi tienen los promedios más bajos del país de asistencia a la enseñanza secundaria, hecho que se atribuye al peso de las escuelas iniciáticas tradicionales (Sande Bush), que preparan tempranamente a las niñas para casarse. Como las muchachas se casan muy jóvenes y empiezan a tener hijos a una edad muy temprana, aumenta su carga social y esto les resta posibilidades formativas según análisis del gobierno liberiano.

## Economía
Lofa reportó la mayor proporción de hogares agrícolas encabezados por mujeres productores de cacao, seguido de Nimba y River Gee. La proporción más alta de hogares agrícolas encabezados por mujeres se registró en Lofa, mientras que Grand Bassa tuvo la más baja.

## Etnias
Entre las etnias tradicionales africanas asentadas en el condado se encuentran:
- Bandi[9]
- Bele: El pueblo bele o belle es un grupo de tradición agrícola de origen mandé y mantiene comunidades a orillas del río Lofa en el condado del mismo nombre, al igual que sobre el río Saint Paul.[10]